# Caridina simoni
Caridina simoni is een garnalensoort uit de familie van de Atyidae. De wetenschappelijke naam van de soort is voor het eerst geldig gepubliceerd in 1904 door Bouvier.